# Álvaro Colom
Álvaro Colom Caballeros (Ciudad de Guatemala, 15 de junio de 1951-Ib., 23 de enero de 2023)fue un ingeniero industrial, empresario y político guatemaltecoque se desempeñó como presidente de Guatemala desde el 14 de enero de 2008 hasta el 14 de enero de 2012, después de ganar las elecciones de 2007 en las que fue postulado por la Unidad Nacional de la Esperanza (UNE). Fue uno de los dos candidatos en alcanzar la segunda vuelta de la elección presidencial de Guatemala en 2003 junto a Óscar Berger.
Fue el primer presidente socialdemócrata en gobernar Guatemala después de la Revolución de 1944.

## Biografía
Nació el 15 de junio de 1951 en la ciudad de Guatemala, Colom fue hijo de Antonio Colom Argueta y Yolanda Caballeros Ferraté y sobrino de Manuel Colom Argueta, quién fue alcalde de la ciudad de Guatemala entre 1970 y 1974 y quién fue asesinado en 1979 justo después de la creación de su partido político. Es el cuarto hijo de cinco: Yolanda, Antonio, Carlos y Elisa.
En 1973 se casó por primera vez con Patricia Szarata Vides quien falleció trágicamente en un accidente en 1977, con ella procreó tres hijos, Patricia y Antonio Colom Szarata, quien es bajista de la banda de pop rock Viento en Contra. Años después, en 1982 se casó con Karen Steele Grote, con quien tuvo a su tercer hijo; sin embargo, el matrimonio terminó en divorcio. En 2002 se volvió a casar con la dirigente política, Sandra Torres, de quien se divorció en 2011 debido a problemas legales con la candidatura presidencial de ella .
Estudió la primaria y secundaria en el Liceo Guatemala. Tras titularse, en 1977, de ingeniero industrial en la Universidad de San Carlos de Guatemala (USAC), se convirtió en un empresario textil dentro de la industria de maquila. En ese año fue miembro de la Cámara de Industria de Guatemala y asumió la Comisión de Vestuario y Textil, en 1982 fue miembro de la junta directiva de la Asociación Gremial de Exportadores de Productos No Tradicionales (AGEXPRONT). En 1984 fue nombrado presidente fundador de la Comisión Nacional de la Industria Maquiladora. Después de 1986 expandió sus negocios y fundó las maquiladoras «Roprisma» e «Intraexsa», y el «Grupo Mega» una firma de consultoría con fines de desarrollo económico y responsabilidad social. Fue elegido en 1990 como vicepresidente de la AGEXPRONT y representó al sector patronal en la Comisión Nacional de Cuotas Textiles y Prendas de Vestir. Todo eso provocó que se convirtiera en alguien conocido en el ámbito político y posteriormente en funcionario público.

### Trayectoria pública y profesional
En 1991 cuando tomó posesión Jorge Serrano Elías fue nombrado como Viceministro de Economía, pero en junio de ese año se convirtió en el primer Director General del Fondo Nacional para la Paz (FONAPAZ) una institución creada en el marco de la negociación de los Acuerdos de Paz en Guatemala, cargo que mantuvo en los siguientes gobiernos de Ramiro de León y Álvaro Arzú entre 1991 y 1997; convirtiéndose en una de las figuras públicas más reconocidas del país al haber liderado la construcción de viviendas, la distribución de ayuda alimentaria, y la repatriación desde México y el asentamiento de miles de refugiados.

### Divorcio presidencial

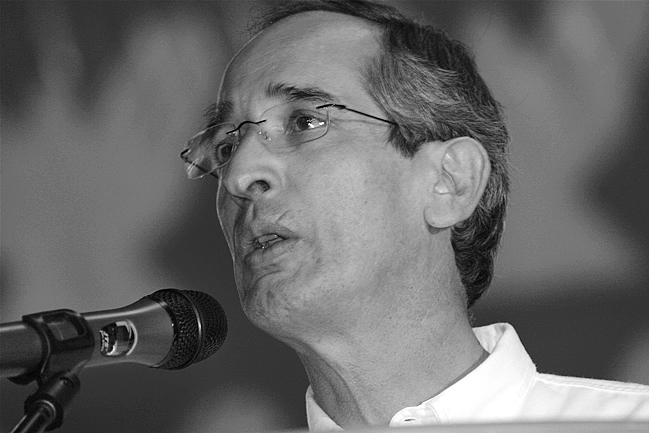
Colom en un mitin durante la campaña electoral de 2007.

Durante su gobierno surgió la figura de su esposa Sandra Torres de Colom, quién como primera dama lideró la entrega de ayudas sociales a la población de escasos recursos, en algún momento se murmuró que era con intenciones políticas siendo así que en 2011 en medio del proceso electoral se perfilaba como favorita para suceder a su esposo en el cargo de presidente, ella aceptó públicamente sus intenciones de ser candidata presidencial cuando indicó «me divorcio del presidente para casarme con el pueblo» el 14 de marzo de 2011 pero la Constitución de Guatemala prohibía que familiares del presidente se pudieran postular y se tenía el antecedente de 1989 cuando Raquel Blandón de Cerezo entonces primera dama, intentó ser candidata presidencial pero esta fue rechazada. Para lograr el objetivo el día 11 de marzo habían presentado una demanda de divorcio ante un juzgado para asegurarse que el caso no llegara a la Corte Constitucional, a pesar de que Colom creía que divorciarse era innecesario. La noticia provocó una lucha político y legal en el país pues de lograr ella ser candidata tenía ventaja sobre los otros contendientes.
El 8 de abril de 2011 se les concedió el divorcio, debido a que legalmente no se podía vedar el derecho de ambos para separarse, a pesar de que esto lo solicitaron con el propósito de que ella pudiera participar en las elecciones presidenciales en septiembre de 2011 y evadir la prohibición constitucional y de decenas de recursos en contra de dicha acción, sin embargo, el Tribunal Supremo Electoral rechazó la inscripción y la Corte Suprema de Justicia y la Corte de Constitucionalidad denegaron las apelaciones presentadas por el partido UNE, siendo esta última la que de manera unánime rechazó la inscripción de Torres a candidata presidencial por «fraude de ley» el 9 de agosto.}

## Trayectoria política

### Candidaturas presidenciales

#### Candidatura de 1999
En las elecciones de 1999, fue el candidato de la exguerrilla, dentro de la «Alianza Nueva Nación», una coalición de izquierda forjada de cara a las elecciones, por la URNG -transformada en partido político en diciembre de 1998-, el partido Desarrollo Integral Auténtico (DIA) y la organización política no partidaria Unidad de la Izquierda Democrática (UNID), se presentó a las elecciones presidenciales de 1999 y obtuvo el tercer lugar, detrás de Alfonso Portillo y Óscar Berger, quedando descalificado para acceder a la segunda vuelta. Colom participó junto con Vitalino Similox, un pastor evangélico kakchiquel de Chimaltenango, como compañero de fórmula en la vicepresidencia y obtuvieron el 12,3% del total de los votos. En las legislativas, la ANN fue también tercera con el 11,3% de los votos y 9 diputados en el Congreso,además de alcanzar la victoria en 14 planillas municipales y 2 escaños al Parlamento Centroamericano.

#### Candidatura de 2003
Poco después de las elecciones de dicho año fundó el partido Unidad Nacional de la Esperanza (UNE), de centroizquierda y socialdemócrata el cual lo postuló como candidato a la presidencia para las elecciones de 2003, obtuvo en esta ocasión el segundo lugar, siendo vencido en segunda vuelta por Óscar Berger el 28 de diciembre, continuó trabajando en el crecimiento del partido político y formando bases partidarias en todo el país.

#### Candidatura de 2007
Nuevamente fue postulado en los comicios de 2007 como candidato a presidente y junto a Rafael Espada como vicepresidenciable, los resultados mostraron que venció a Otto Pérez Molina tanto en primera como en segunda vuelta. Los principales retos que planteaba en su futuro gobierno eran el combate al narcotráfico, al analfabetismo, buscar la reducción de la pobreza extrema y la concientización del papel de los sindicatos en la economía nacional. 

## Presidencia (2008-2012)
Juró la constitución y tomó posesión el 14 de enero de 2008, ante delegaciones de 78 países, ya como presidente aseguró que trabajaría en favor de la población indígena Maya de Guatemala y que en menos de cuatro meses el país sería más seguro y menos pobre por medio del impulso al desarrollo rural, el apoyo a las cooperativas y a los campesinos. Durante el inicio de su discurso después de ser juramentado Presidente de Guatemala se dirigió con éstas palabras: Ahora comienza el privilegio de los pobres... y la solidaridad que el pueblo de Guatemala estaba esperando.
Se identificaba así mismo de ideología política de la socialdemocracia. Como parte de su ideología y la del partido implementó programas de redistribución de la riqueza siendo estos: Mi familia progresa, Fontierras, Escuelas Abiertas, FOGUAVI, Adulto Mayor, Servicio Social, Creciendo Mejor, Becas Solidarias, Hogares Comunitarios, Servicio Cívico, PRONAM y el Programa Escuelas Seguras.
El 7 de mayo de 2010 el canciller Haroldo Rodas le entregó la Orden del Quetzal la cual reciben todos los presidentes guatemaltecos.

#### Incursión de cárteles mexicanos en Guatemala
En marzo de 2008, la incursión de cárteles mexicanos en Guatemala se hizo evidente cuando once narcotraficantes murieron en la madrugada del 26 de marzo al parecer en una disputa por el control del territorio, según la hipótesis de la fiscalía. Entre los fallecidos estaba Juan José León Ardón, uno de los delincuentes más buscados por la policía guatemalteca y conocido como «Juancho León» o «Mister J»; además, las fuerzas de seguridad capturaron a seis hombres que participaron en la reyerta.
El ataque tuvo las características de los ajustes de cuentas entre este tipo de bandas criminales: armas de alto calibre, coches modernos dotados de blindaje y gran cilindrada para facilitar la huida, y un alto grado de crueldad en el asesinato de los rivales. Entre los capturados había mexicanos y guatemaltecos, todos acusados de pertenecer a la banda de Los Zetas.

#### Captura de exmiembros de ministerio de Gobernación del gobierno de Óscar Berger
En agosto de 2010, cinco suboficiales de la Guardia Civil española y tres inspectores del Cuerpo Nacional de Policía españoles desarticularon en Guatemala la antigua cúpula de Gobernación, a quienes se acusó de asesinatos, secuestros y blanqueo de dinero. Guatemala había ordenado la busca internacional y captura e ingreso en prisión de, al menos, dieciocho altos funcionarios de la Policía Nacional Civil (PNC) y del exministro de Gobernación, Carlos Vielmann, el ex director general de la PNC, Erwin Sperisen, al subjefe, Javier Figueroa, y al exjefe de la División de Investigación de la Policía Nacional, Soto Diéguez. Las pesquisas de los investigadores españoles apuntaban a la posibilidad de que alguno de los agentes guatemaltecos habría intervenido en la ejecución de cientos de personas privadas de libertad.
Las órdenes de captura fueron dictadas ahora por un Juzgado de Alto Riesgo guatemalteco tras más de dos años de trabajo de los oficiales españoles -entre los años 2008-2010-, a petición de la Comisión Internacional Contra la Impunidad en Guatemala -CICIG- que había ingresado a Guatemala en 2007.

#### Programas Sociales
Su gobierno se destacó por varios programas sociales que fueron implementados y que buscaban disminuir la pobreza en el país, estos fueron liderados por su esposa, la entonces primera dama Sandra Torres.
Escuelas Abiertas

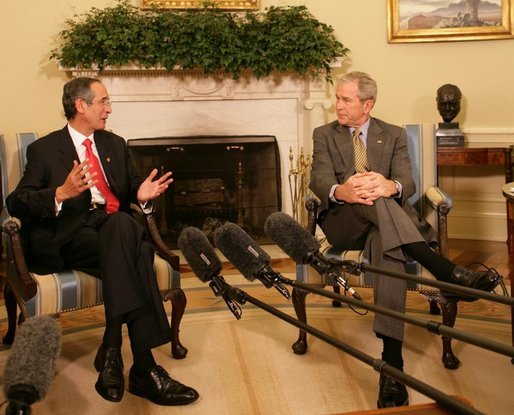
Alvaro Colom reunido con George W. Bush durante una reunión en abril de 2008.

Este se definía como un espacio alternativo de formación para la niñez y juventud guatemalteca que buscaba recrear de manera alternativa sus capacidades de transformación. Establecía una nueva relación más profunda entre la escuela, y la comunidad a través de la creación cultural y la educación como «práctica de la libertad» de la niñez y juventud. Además, valoraba la cultura local y celebraba las diferencias, promoviendo la participación de la juventud, el aprovechamiento del tiempo libre, la legitimación de las expresiones de la juventud actual sobre el mundo y la sociedad.
Mi Familia Progresa
Mi Familia Progresa, fue un programa social coordinado por el Consejo de Cohesión Social, que buscaba brindar servicio a los sectores más desposeídos de la sociedad guatemalteca y tenía como misión brindar apoyo financiero a las familias en situación de pobreza y pobreza extrema de municipios priorizados, para que pudieran optar a los servicios de educación primaria, salud preventiva y nutricional.
Tenía como objetivo mejorar las condiciones de vida de las familias pobres, con niños de 0 a 15 años, a través de un apoyo económico, para que las familias pudieran invertir en salud, educación y nutrición. El Programa «Mi Familia Progresa» fue creado por el Acuerdo Gubernativo 117-2008 de fecha 16 de abril de 2008, y modificado por el acuerdo 273-2008 del 22 de octubre de 2008.
Aunque los bonos de educación y de salud, eran asignados mensualmente a las familias, según les correspondía, los aportes eran entregados bimensualmente con la condición de que éstas cumplan con enviar a sus hijos a las escuelas y asistan a los chequeos médicos con periodicidad, según lo establecido en el Sistema de Corresponsabilidades.
Bolsa Solidaria
La bolsa solidaria, fue un programa social también coordinado por el Consejo de Cohesión Social, que tenía como misión detener y eliminar la desnutrición aguda y crónica de las personas más pobres en Guatemala la cual consistía en una bolsa de alimentos que contenía los siguientes alimentos: 10 libras de arroz, 10 libras de frijol, 5 libras de harina de maíz, 5 libras de atol nutricional, ½ galón de aceite de cocina. Este programa fue el más significativo al punto que durante el gobierno de Otto Pérez Molina los dos programas antes mencionados fueron mantenidos a pesar de no ser parte de sus promesas iniciales.

#### Asesinato de Facundo Cabral
El cantante argentino Facundo Cabral se presentó en la Ciudad de Guatemala el martes 5 de julio de 2011 en el Expocenter del Grand Tikal Futura Hotel. El jueves 7 se presentó en el que sería su último concierto, en el Teatro Roma de la ciudad de Quetzaltenango, el cual cerró interpretando la canción No soy de aquí, ni soy de allá.
Fue asesinado el 9 de julio de 2011 alrededor de las 5:20 a. m., en la ciudad de Guatemala, víctima de un atentado aparentemente dirigido al empresario Henry Fariña el cual conducía al cantautor y a su representante al Aeropuerto Internacional La Aurora desde el hotel donde se hospedaba, para continuar en Nicaragua con su gira de presentaciones. El atentado fue perpetrado por varios sicarios que se dirigían en tres vehículos y armados con fusiles de asalto en el Boulevard Liberación de dicha ciudad, quedando únicamente herido el empresario y fallecido el cantautor.
En julio del 2012 fiscales nicaragüenses dijeron que Cabral fue asesinado por parte de una disputa entre Alejandro Jiménez González y Henry Fariñas, ambos miembros de la pandilla «Los Charros» aliada con La Familia Michoacana e involucrada en el lavado de dinero en cantidades de más de mil millones de dólares.

## Postpresidencia

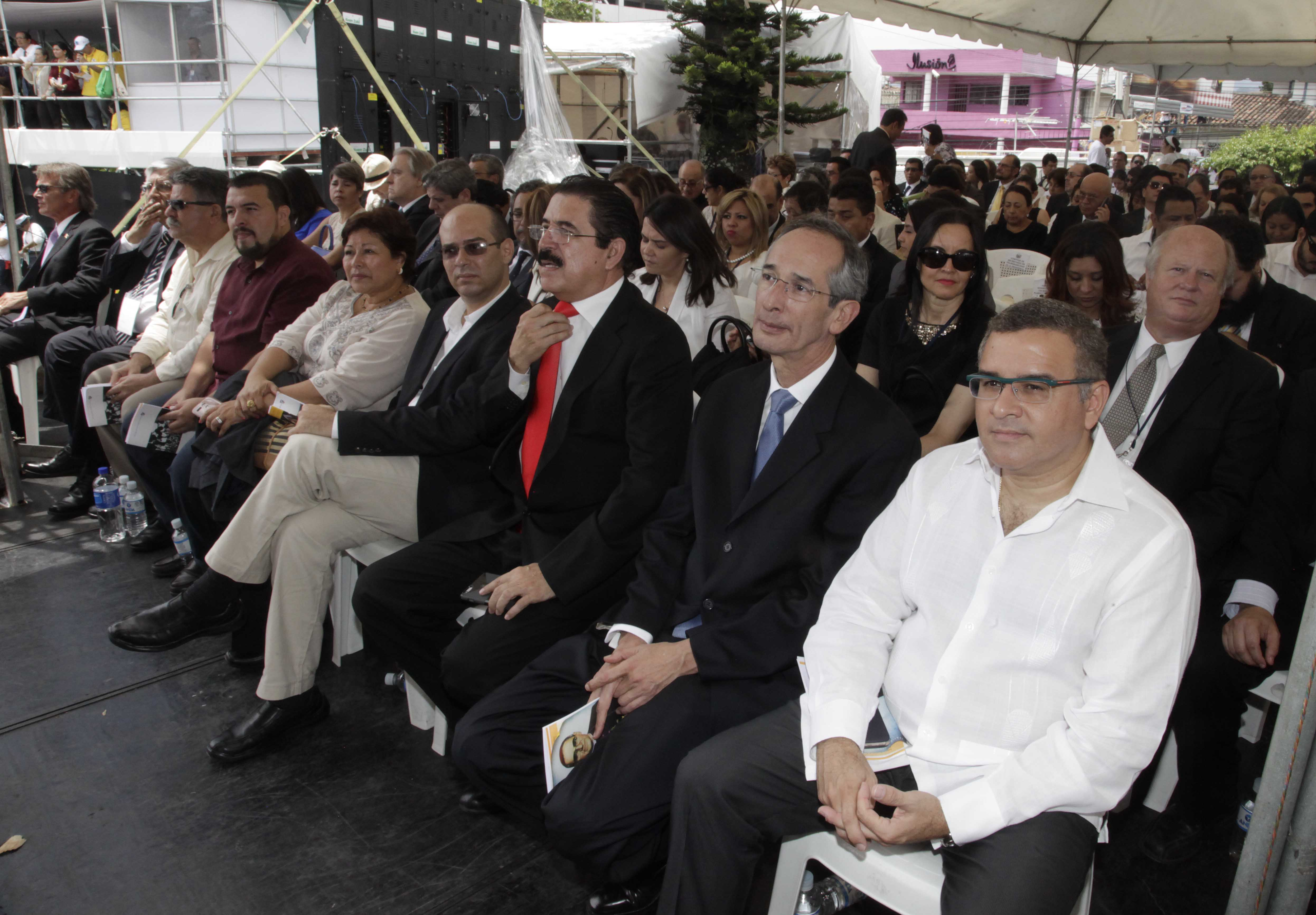
Expresidentes de Centroamérica; Mauricio Funes, El Salvador, Álvaro Colom, de Guatemala, Manuel Zelaya de Honduras.

### Diputado por el Parlacen
El 20 de enero de 2012 poco después de que Álvaro Colom entregara su cargo como presidente de Guatemala, fue juramento como diputado del Parlacen junto a su colega vicepresidente Rafael Espada por el presidente del pleno Manolo Pichardo, de acuerdo con el Parlacen los exgobernates automáticamente pueden asumir el cargo, Colom dijo que asumiría al cargo porque se siente comprometido con la integración centroamericana.
Capturado el 13 de febrero de 2018 por el caso de corrupción Transurbano junto con su cúpula de Ministros por anomalías en los contratos del dicho transporte implementado durante su mandato y con el cual según hipótesis del Ministerio Público y La Comisión Internacional Contra la Impunidad en Guatemala (CICIG) se habría hecho de varios millones de Quetzales.

### Reporte de CICIG sobre financiamiento de partidos políticos
En su informe El financiamiento de la política en Guatemala del 16 de julio de 2015, la Comisión Internacional Contra la Impunidad en Guatemala detalla cómo el dinero que financia la política guatemalteca es ilícito pues al no registrar los orígenes del financiamiento y al aceptar recursos de fuentes oscuras, la mayoría de partidos estaría traspasando la frontera legal.  De acuerdo a la CICIG, en cada gobierno puede identificarse recaudadores que posteriormente habían tenido una fuerte influencia en el Ejecutivo. Por ejemplo, durante el gobierno de Álvaro Colom, Gustavo Alejos fue nombrado secretario privado de la presidencia, desde donde logró una importante influencia política y convertirse en facilitador de negocios propios y ajenos.  Había sido financista y operador de Colom durante las campañas de 2003 y 2007 e influyó en el nombramiento y destitución de funcionarios. Durante este período, las empresas vinculadas con él fueron beneficiadas por contratos públicos y su hermano y padre fueron nominados como candidatos a diputados por la UNE.
Durante el gobierno de Colom supuestamente hubo por lo menos tres estructuras de financistas que se beneficiaron con el ejercicio del poder: la de Gustavo Alejos, la de Gloria Torres -hermana de Sandra Torres, entonces primera dama de Guatemala-, y la de Obdulio Solórzano Montepeque. Una de las estructuras de corrupción más cercanas a la presidencia fue la de Gloria Torres, quien fue una de las fundadoras de la UNE y tuvo cargos de organización en el partido que le permitieron relacionarse con todos los candidatos a alcaldes y alcaldes en funciones de esa organización. Sobre la base de esas relaciones construyó un conjunto de entidades a través de las cuales recibía fondos de las municipalidades y tenía relaciones con el grupo narcotraficante liderado por Juan Ortiz Chamalé.
En el caso de Obdulio Solórzano Montepeque, se dio la participación de un presunto miembro de un grupo supuestamente dedicado al narcotráfico en posiciones importantes del gobierno.  Solórzano era financista de la UNE y fue elegido como diputado de Escuintla por ese partido en 2003 y a principios de 2008 -cuando se inició el gobierno de Colom- fue nombrado como director del Fondo Nacional para la Paz (FONAPAZ), al frente del cual fue denunciado por corrupción. Desde FONAPAZ benefici~ a la estructura del narcotraficante Ottoniel Turcios; Solórzano renunció a FONAPAZ a mediados de 2009 y fue asesinado el 8 de julio de 2010.
Tras el informe presentado por la CICIG en julio de 2015, Colom afirmó que, si bien sabía de los nexos con el narcotráfico de uno de sus principales financistas, Obdulio Solórzano, lo mantuvo como responsable del Fondo Nacional para la Paz (FONAPAZ), porque una «mesa de crisis» se lo aconsejó así. Colom también afirmó que no denunció a Solórzano porque la misma «mesa de crisis» le pidió que no lo hiciera lo que podría considerarse como una confesión de omisión de denuncia.
Colom también se refirió a Gloria Torres -cofundadora del partido UNE junto con su exesposa Sandra Torres y él mismo-, diciendo que lo engañó con lo del reiterado trasiego de dinero a través de la oficina de protocolo del Aeropuerto Internacional La Aurora. Esto, supondría una confesión pública de que él sabía lo del referido trasiego de dinero y que lo habría tolerado.  Finalmente, en cuanto a los negocios de su secretario privado de la Presidencia, Colom dijo que no quiso saber nada de los mismos por respeto a él.

### Lista Engel
En 2021, el gobierno de estados unidos reveló que Álvaro Colom fue incluido en la Lista Engel, junto con otros 20 guatemaltecos, principalmente por el caso del Transurbano y por supuestos actos antidemocráticos que nunca fueron comprobados.

### Fallecimiento
Falleció durante la noche del 23 de enero de 2023 en Ciudad de Guatemala. Aunque no se dio a conocer la causa de su fallecimiento, se sabe que sufría cáncer de colon desde hacía unos años.
Por decisión de su familia, no recibió un Funeral de Estado. Fue inhumado el 24 de enero en el Cementerio Las Flores, ubicado en Mixco.

## Investigación por delitos de financiamiento Ilícitos por cartel de los Zetas y otros delitos
El 2 de marzo de 2004, luego de meses de acusaciones, Colom fue acusado formalmente por la Fiscalía del delito de lavado de dinero en relación con el caso del "saqueo" de la Contraloría General de Cuentas. El 11 de marzo reconoció ante la Fiscalía haber sido financiado con las cantidades identificadas por la ONG Amigos en Acción, pero negó tener responsabilidad alguna en la malversación de fondos públicos. 
El 9 de agosto de 2005, el Juzgado Décimo de Primera Instancia Penal lo exoneró del cargo de lavado de dinero, pero lo acusó del delito de encubrimiento indebido y le impuso una fianza de 50.000 quetzales, que luego depositó, para evitar la prisión preventiva.  Recurrió ante la Primera Sala de la Corte Penal de Apelaciones, la cual falló a su favor el 13 de septiembre con la revocación de la acusación por el delito de encubrimiento. El 17 de febrero de 2006, Colom solicitó al Tribunal que desestimara el caso por lavado de dinero, pero el 6 de marzo de 2006, el magistrado a cargo del caso lo rechazó. Colom luego arremetió contra la “persecución política” de la que era víctima. 
El 30 de octubre de 2015, el Ministerio de Ambiente y Recursos Naturales presentó una denuncia penal contra Colom ante la Fiscalía General de la República y otros miembros de su gobierno por firmar la prórroga del contrato petrolero con Perenco.
El sublider de Los Zetas el "Z43" confesó con las autoridades estadounidenses mediante la DEA de haber financiado iliicitamente la campaña política de Álvaro Colom.

### Captura
El 13 de febrero de 2018, Colom fue arrestado junto con todos los demás miembros de su antiguo gabinete "como parte de una investigación de corrupción local".
El juez dictaminó el 1 de marzo que Colom y los otros doce acusados debían ser procesados porque el gobierno de Colom defraudó al Estado al otorgar ilegalmente 35 millones de dólares a la Asociación de Empresas de Autobuses Urbanos para instalar un sistema prepago Transurbano sin ninguna garantía.  También ordenó la libertad bajo fianza de Colom.
El 3 de agosto de 2018 salió de prisión con una fianza de 1 millón de quetzales. Estuvo bajo arresto domiciliario en su casa de la Ciudad de Guatemala hasta su muerte el 23 de enero de 2023.